# Wixford
Wixford är en ort och civil parish  i Storbritannien.   Den ligger i grevskapet Warwickshire och riksdelen England, i den södra delen av landet, 140 km nordväst om huvudstaden London. Wixford ligger 40 meter över havet och antalet invånare är 124.
Terrängen runt Wixford är huvudsakligen platt. Wixford ligger nere i en dal. Runt Wixford är det ganska tätbefolkat, med 149 invånare per kvadratkilometer. Närmaste större samhälle är Redditch, 14,0 km norr om Wixford. Trakten runt Wixford består till största delen av jordbruksmark.